# Шаљиве народне приче
Шаљиве народне приче припадају народној књижевности. У њима се говори о неком шаљивом догађају или смешној ситуацији, износе се смешни поступци и све оно што би могло да изазове смех. Везане су за стварност и у њима нема ничег фантастичног.
Шаљиве народне приче најчешће су кратке. У њима је све сведено на најмању могућу меру: сам догађај, опис, дијалог, а све у намери да њен крај буде што ефектнији и успешнији. Често шаљиве народне приче садрже у себи, под видом комичне ситуације, оштру критику.

## Сакупљачи српских народних прича
Вук Стефановић Караџић је сакупљао све врсте народних умотворина, па и шаљиве народне приче и објављивао их у збиркама од почетка 19. века. Осим њега познати сакупљачи народне књижевности били су Вук Врчевић Лука Грђић Бјелокосић.

## Ликови
Што се тиче ликова, у шаљивим народним причама често се исмевају одређене групе људи. То су углавном попови, аге, спахије, трговци, одређене жене итд. 
Постоји много типских ликова: по неписаном правилу свекрве и таште су зле, а девојке вредне и добре. Људи из народа су мудри, досетљиви, сналажљиви, а разни угњетачи и освајачи неспретни, глупи, себични, подмукли. 
Најпознатији типски ликови су Ера, Насредин Хоџа и Ћоса, а постоје и приче са Вуком Дојчевићем, шаљивим ликом из Црне Горе. У многим причама јавља се и Циганин, а постоје и приче са Краљевићем Марком.

### Ћоса
У шаљивим причама о Ћоси сазнајемо да је то лице слабог физичког изгледа, али је веома мудро и лукаво. Ћоса побеђује чак и много јаче од себе.Неке приче о Ћоси:
- Лаж за опкладу
- Ћосо и дивови[4]

### Еро
Ипак, најпознатији српски јунак је Еро, сељак који увек побеђује своје противнике својом мудрошћу и упорношћу. Противници су му најчешће Турци, аге, бегови, кадије, али то могу бити и други разни представници власти. У причама о Ери види се однос српског народа према Турцима. Ерини поступци исти су као и поступци народа. Ерина мржња према турским освајачима, јесте мржња народа. Најпознатије приче и анегдоте о Ери су: 
- Еро и кадија
- Еро и Турчин
- Еро с онога свијета
- Ере поје врбу

### Насрадин хоџа
Веома честе су и приче о Насрадину хоџи, чије се име јавља у много варијанти: Насрудин, Насредин, Насрадин, Настрадин и томе слично. По предању, Насрадин Хоџа је живео у Турској у 14. веку. Приче и шале које му се приписују први пут су штампане средином 19. века у Истанбулу и од тада су доживеле безброј издања на свим светским језицима. Приче о Насредину Хоџи популарне су у Турској, Бугарској, у Арабији, у Албанији и на Кавказу тј. на подручју бившег Османског царства. У свим тим земљама Насрадин је представљен као весељак, шаљивџија, а његов хумор је ведар, оптимистички. Ма шта га снашло у животу, Насрадин-хоџа не очајава.
Доласком Турака у српско говореће просторе постао је популарна личност и код нас, највише због тога што је његов хумор био близак народу. У српском језику анегдоте о Насрадину Хоџи биле су веома популарне, па је током 19. века и на српском објављено неколико збирки, од којих је најпознатија збирка Стевана Сремца из 1894. године. Насрадин Хоџа приказиван је по правилу као старац са дугачком седом брадом и седом косом и са великим белим турбаном на глави, обучен у турску ношњу. Магарац је његов нераздвојни пратилац, а Насредин га често јаше обрнуто окренут у седлу. Најпознатије шаљиве приче о Насредину хоџи су: 
- Хоџа се боји за крчаг
- Крепао котао
- Не треба веровати магарцу
- Сапун врани на поклон
- Боље смокве него роткве
- Пун тањир воде
- Коју би жену хоџа спасио
- Центар света

Иначе, Насрадинов гроб налази се у малом граду Акшехиру у Турској у коме се одржава међународни фестивал карикатуре. Тако је почела да се остварује идеја да Акшехир постане центар света, као што је то написано у једној старој причи о Насрадину. Питали људи хоџу где је центар света, а он им рече: „Ево, испод копита задње ноге мог магарца, па погледајте!" Пошто се нико није усудио да подигне ногу магарцу, центар света је остао у Акшехиру.

## Познате шаљиве народне приче
- Крепао котао
- Зла жена сачувала мужа
- Како се Краљевић Марко јунаштву научио
- Капа и сват
- Несрећнику се не може помоћи
- Како Циганин научи коња гладовати
- Утопио се поп што није руку дао
- Пустио би ја њега, ал' неће он мене
- Звали магарца на свадбу
- Поп у трњу
- Сељаци купују памет
- Куповао наочаре да зна читати